# Ophiorrhiza darrisii
Ophiorrhiza darrisii là một loài thực vật có hoa trong họ Thiến thảo. Loài này được H.Lév. mô tả khoa học đầu tiên năm 1914.